# پرگولیا
پرگولیا رودی است که از استان کالینینگراد در کشور روسیه می‌گذرد.این رود به دریای بالتیک می‌ریزد. طول این رود ۱۲۳ کیلومتر است.حوضه آبریز رود ۱۵٬۵۰۰ کیلومتر مربع مساحت دارد و میانگین جریان آن ۹۰ متر مکعب بر ثانیه است. شهرهای کالینینگراد، چرنیاخوفسک و گواردیسک در حاشیه این رود قرار دارند.

## در دیگر علوم

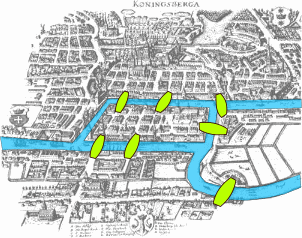
نقشه کونیگسبرگ در زمان اویلر

مسئله پل‌های کونیگسبرگ یکی از مشهورترین مسایل در نظریه گراف است که در مکان و شرایط واقعی طرح شده‌است. در اوایل سده ۱۸ ساکنین کونیگسبرگ در پروسیا (در حال حاضر کالینینگراد در روسیه) در روزهای یکشنبه به پیاده‌روی‌هایی طولانی در شهر می‌رفتند. رود پرگولیا شهر را به چهار قسمت تقسیم می‌کرد که با هفت پل به هم مرتبط بودند. ساکنان سعی می‌کردند مسیری بیابند که پیاده‌روی را از نقطه‌ای در شهر شروع کنند و از تمامی پل‌ها فقط یکبار بگذرند و دوباره به نقطه شروع بازگردند.